# Cum primum (Clemens XIII.)
Cum primum ist eine Enzyklika von Papst Clemens XIII. Mit diesem apostolischen Rundschreiben vom 7. September 1759 ermahnt er die  Bischöfe und Priester, die  kanonischen Rechte und Pflichten einzuhalten und sich gegen die wirtschaftliche Beeinflussung  und Korruption zu wehren. 

## Zuständigkeiten
Zunächst beschrieb der Papst die Gefahren, die durch Skandale und Korruption für die  Kirche entständen. Er wies dann darauf hin, dass seine Vorgänger Gesetze und Rechte erlassen hätten, die es gelte einzuhalten. Er forderte den Klerus auf, die bestehenden kanonischen Gesetze, die Satzungen und  diözesanen Anweisungen zu befolgen. 
Der Heilige Stuhl stehe zur Klärung von Fragen und zur Definition von Unstimmigkeiten zur Verfügung, jedoch nicht der Laienstand. In seiner Fortführung führt er insbesondere die von seinen Vorgängern Pius IV., Clemens IX. und Benedikt XIV. erlassenen Verordnungen an. Die dort festgelegten Gesetze, Strafen und Sanktionen, so schreibt der Papst, hätten weiterhin ihre Gültigkeit und können auch gegen Missbrauch und krimineller Machenschaften ihre Anwendung finden.

## Ermahnung
In der Exhortatio forderte er Integrität, kirchliche Disziplin und Beachtung des ordentlichen und delegierten Rechts. Darüber hinaus forderte er die  Geistlichen zur Wachsamkeit, gegenüber den Frevlern, auf. Des Weiteren  warnte er vor falschen Auslegungen und Interpretationen des kanonischen Rechts.

## Finanzgeschäfte und Korruption
Er untersagte den Geistlichen die Mitarbeit im  Kreditwesen und die Vermittlung von Finanzgeschäften, er forderte die Vorgesetzten auf, gegen den Verstoß dieser Vorschrift ein Verfahren einzuleiten. Für das Leihen oder Verleihen von Geld forderte der Papst, dass es unabdingbar sei, eine Genehmigung einzuholen. Den Abschluss von Geschäften, wenn sie nach den Gesetzen der Kirche erfolgen, schloss er aber nicht aus. Er warnte vor Habgier, der Bestechung und Korruption, wobei er ebenfalls die  Laien und weltlichen Mitarbeiter in diese Verhaltensregeln einschloss.